# اسماعیل التاجوری شرادی
اسماعیل التاجوری شرادی (انگلیسی: Ismael Tajouri-Shradi؛ زادهٔ ۲۸ مارس ۱۹۹۴) بازیکن فوتبال اهل لیبی است.
از باشگاه‌هایی که در آن بازی کرده‌است می‌توان به باشگاه فوتبال نیویورک سیتی، باشگاه فوتبال آستریا وین، و باشگاه فوتبال رایندورف آلتاخ اشاره کرد.
وی همچنین در تیم‌های ملی فوتبال زیر ۲۰ سال لیبی و لیبی بازی کرده‌است.